# Ilargus singularis
Ilargus singularis là một loài nhện trong họ Salticidae.
Loài này thuộc chi Ilargus. Ilargus singularis được Lodovico di Caporiacco miêu tả năm 1955.